# Trilogy (álbum de Enigma)
Trilogy es un álbum recopilatorio del proyecto musical alemán Enigma. Recoge en sus tres discos los tres primeros álbumes de Enigma, MCMXC a.D., The Cross of Changes y Le Roi Est Mort, Vive Le Roi!, editados anteriormente en 1990, 1993 y 1996, respectivamente.

## Contenido musical
MCMXC a.D., publicado en diciembre de 1990, había alcanzado el n.º 1 en las listas musicales de 41 países, hecho conseguido a través del sencillo «Sadeness (Part I)», que también fue un masivo n.º 1. Se extraerían otros tres sencillos más del álbum, «Mea Culpa (Part II)», «Principles of Lust» y «The Rivers of Belief».
En diciembre de 1993 se publicó el álbum The Cross of Changes, del cual se extrajo el exitoso sencillo «Return to Innocence», aunque sin conseguir ya la repercusión que sí había alcanzado en su día «Sadeness (Part I)».
Le Roi Est Mort, Vive Le Roi!, publicado en noviembre de 1996, ya tuvo mucho menos éxito que los álbumes editados previamente. Solo se sacarían dos sencillos de él, de los tres inicialmente previstos (el tercero iba a ser «The Roundabout»).
|                | Álbum                         | Canciones |
| -------------- | ----------------------------- | --- |
| Trilogy +1+2+3 |                               | |
| CD 1           | MCMXC a.D.                    | 1.«The Voice of Enigma», 2.«Principles of Lust», 3.«Callas Went Away», 4.«Mea Culpa», 5.«The Voice & the Snake», 6.«Knocking on Forbidden Doors», 7.«Back to the Rivers of Belief» |
| CD 2           | The Cross of Changes          | 1.«Second Chapter», 2.«The Eyes of Truth», 3.«Return to Innocence», 4.«I Love You... I'll Kill You», 5.«Silent Warrior», 6.«The Dream of the Dolphin», 7.«Age of Loneliness» («Carly's Song»), 8.«Out from the Deep», 9.«The Cross of Changes»                                           |
| CD 3           | Le Roi Est Mort, Vive Le Roi! | 1.«Le Roi Est Mort, Vive Le Roi!», 2.«Morphing thru Time», 3.«Third of It's Kind», 4.«Beyond the Invisible», 5.«Why!...», 6.«Shadows in Silence», 7.«The Child in Us», 8.«T.N.T. for the Brain», 9.«Almost Full Moon», 10.«The Roundabout», 11.«Prism of Life», 12.«Odyssey of the Mind» |